# Like I Do (Christina Aguilera)
Like I Do è un brano musicale di Christina Aguilera, realizzato in collaborazione con il rapper GoldLink e pubblicato come terzo singolo estratto dall'album Liberation per il mercato brasiliano. Il brano ha ricevuto una nomination ai Grammy Awards 2019.

## Distribuzione e promozione
Pubblicato sulle piattaforme digitali una settimana prima rispetto alla pubblicazione dell'album, il brano è stato lanciato come singolo ufficiale soltanto nel mercato brasiliano, dove è stato pubblicato anche in formato fisico. Per la promozione del singolo è stato pubblicato un lyric video a cui hanno preso parte una coppia di ballerini, senza che tuttavia la stessa Aguilera o GoldLink partecipassero alle riprese.

## Accoglienza
La critica ha accolto generalmente in maniera positiva il brano: David Smyth di Evening Standard l'ha definito "dotato della produzione più interessante dell'album", mentre riviste come Idolator o Rolling Stone hanno recensito in maniera positiva l'apporto vocale degli interpreti e il testo del brano. USA Today e Complex hanno invece sottolineato come il brano avrebbe le qualità per essere una hit estiva. Di contro Alexis Petridis di The Guardian ha criticato il brano per via di un hook a suo dire troppo simile a quello di Moves Like Jagger.
La canzone ha inoltre ricevuto una nomination ai Grammy Awards 2019 nella categoria Miglior interpretazione rap cantata.